# Schloss Frohnhof
Das Schloss Frohnhof ist ein ehemaliger Rittersitz der Herren von Eyb am Westrand des Ortsteils Frohnhof.von Petersaurach im mittelfränkischen Landkreis Ansbach in Bayern.
Das Schloss ist unter dem Aktenzeichen D-5-71-190-9 als Baudenkmal in die Bayerische Denkmalliste eingetragen.

## Geschichte
1476 erwarben die Herren von Eyb die damals noch „Rohen Hof“ genannte Hofstelle. Im Dreißigjährigen Krieg ist der Hof offenbar zerstört worden, denn 1649 wird er in einem Lehnsbrief der Markgrafschaft Ansbach als öde bezeichnet. 1678 wird er erstmals unter seinem heutigen Namen Frohnhof genannt. Zum Rittersitz und Schloss wurde er erst nach dem Verkauf Vestenbergs an die Markgrafen durch die Herren von Eyb im Jahr 1724 ausgebaut. Der Frohnhof diente danach als Sitz der Herren von Eyb, bis er 1941 in bürgerliche Hände verkauft wurde.

## Beschreibung
Das unauffällige Schlossgebäude besitzt die Gestalt eines zweigeschossigen, massiven Gebäudes mit Krüppelwalmdach und Eckrustika. Zu der Anlage gehört noch die ehemalige Zehntscheune, ein eingeschossiger Bau mit Mansarddach aus dem 18. Jahrhundert.